# Idlib (guvernorát)
Guvernorát Idlib (Arabsky: مُحافظة ادلب, Muḥāfaẓat Idlib) je jeden ze čtrnácti syrských guvernorátů (provincií). Nachází na severozápadě země a hraničí s Tureckem. Rozloha se pohybuje okolo 6 000 čtverečních kilometrů. Podle dostupných údajů zde žije asi jeden a půl milionu lidí (2014). V současné době (2022) je oblast rozdělená mezi syrské povstalce (často sunnitští islamisté), včetně syrské svobodné armády, Ahrar al Sham a Hayat Tahrir al-Sham, a vládu. Provinčním městem je Idlib.

## Okresy
Guvernorát je rozdělen na 5 okresů (Manatiq):
- Idlib
- Harem
- Ariha
- Džisr aš-Šugúr
- Ma'arat an-Numán

Tyto okresy jsou dále rozděleny na několik "podokresů" (Nawahi).